# 1884 en Italie
Chronologie de l'Italie
- 1880
- 1881
- 1882
- 1883
- 1884
- 1885
- 1886
- 1887
- 1888

## Événements

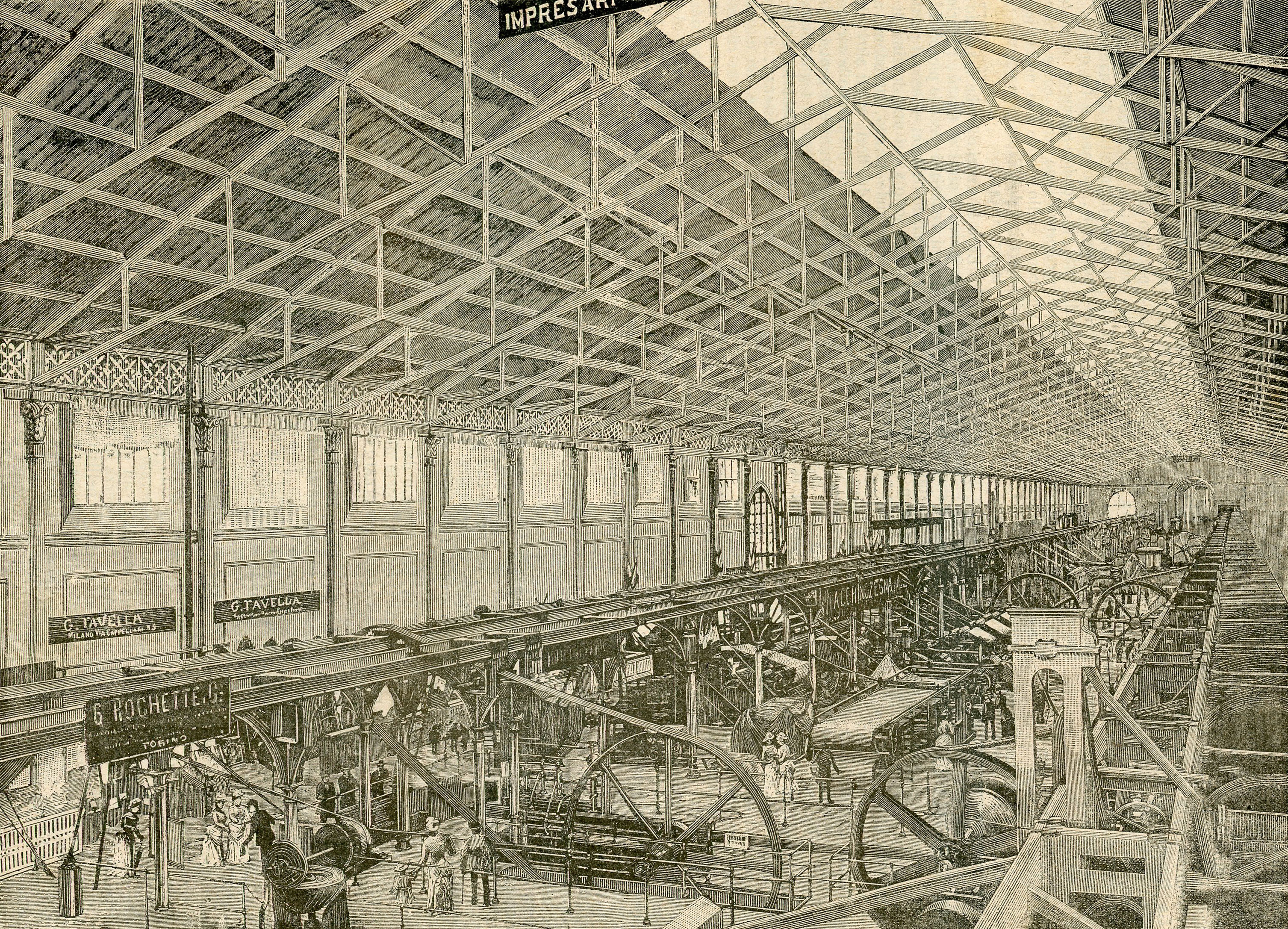
Esposizione Nazionale di Torino.

- 6 janvier : création de la Société Générale italienne d’Électricité système Edison à Milan par Giuseppe Colombo[1].

- 10 mars : fondation des grandes aciéries de Terni[2].
- 30 mars : nouveau remaniement du gouvernement Depretis[3]. Depretis se rapproche de la droite pour élargir sa base parlementaire. La politique financière de la gauche, beaucoup moins rigoureuse que celle de la droite, fait réapparaître le déficit dans le budget de l’État.

- 26 avril-20 novembre : l'Exposition générale italienne de 1884 (it) se tient à Turin[4].
- 16 mai : l'inventeur italien Angelo Moriondo fait breveter à Turin la première machine à expresso. Elle est présentée à l’exposition de Turin[5].

- Juin : publication du rapport du sénateur Jacini, L’inchiesta agraria, commandé par le Parlement le 15 mars 1877[6].
- Août : début d'une  grave épidémie de choléra à Naples qui révèle le sous-développement des régions méridionales en Italie[7].
- 10 octobre : création de la firme Piaggio à Sestri Ponente[8].
- 21 novembre : création de la congrégation des Pauvres filles de saint Gaétan par Jean-Marie Boccardo à Pancalieri[9].

## Culture

### Opéras créés en 1884
- 31 mai : Le Villi, opéra-ballet en deux actes de Giacomo Puccini, livret de Ferdinando Fontana, au Teatro Dal Verme à Milan.

## Naissances en 1884
- 22 mars : Lyda Borelli, actrice de théâtre et de cinéma italienne, considérée comme une diva du cinéma muet italien. († 2 juin 1959)
- 8 juillet : Alberto Capozzi, acteur ayant tourné dans plus de 130 films entre 1908 et 1945. († 19 mars 1945)
- 14 juillet : Emilio Cecchi, écrivain, critique littéraire et critique d'art, traducteur, scénariste et producteur de cinéma. († 8 septembre 1966)
- 16 octobre : Rembrandt Bugatti, artiste sculpteur animalier. († 8 janvier 1916)

## Décès en 1884
- 18 janvier : Raffaele Scalese, chanteur d’opéra (basse). (° 1800)
- 23 mars : Angiolo Tricca, 67 ans, peintre et dessinateur, connu pour ses caricatures et ses dessins humoristiques publiés dans les journaux satiriques, sous le pseudonyme de Tita. (° 17 février 1817)